# Do'ou Louggol
Do'ou Louggol est une localité du Cameroun située dans l'arrondissement de Bogo (Guinelaye), le département du Diamaré et la région de l’Extrême-Nord. 

## Population
En 1975, la localité comptait 72 habitants, des Peuls.
Lors du recensement de 2005, on y a dénombré 286 personnes, dont 155 hommes et 131 femmes.